# Una tragedia giapponese
Una tragedia giapponese (日本の悲劇?, Nihon no higeki) è un film del 1953 scritto e diretto da Keisuke Kinoshita.

## Trama
Nel Giappone devastato dalla seconda guerra mondiale una donna si sacrifica in tutti i modi possibili per poter sfamare e fornire l'educazione migliore possibile ai propri figli, arrivando anche a prostituirsi.
I ragazzi inizialmente sono pieni di affetto per la loro madre, successivamente scoprono la sua attività e la rimproverano abbandonandola; rimasta sola la donna arriva a suicidarsi.